# László Szollás
László Szollás, né le 13 novembre 1907 à Budapest et mort le 4 octobre 1980 dans la même ville, était un patineur artistique hongrois. Sa partenaire en couple était Emilia Rotter. Ils ont été champions d'Europe et 4 fois champions du monde. Ils ont également gagné deux médailles de bronze aux Jeux olympiques.

## Palmarès
(avec Emilia Rotter)
| Compétition             | 1929 | 1930 | 1931 | 1932 | 1933 | 1934 | 1935 | 1936 |
| Jeux olympiques d'hiver |      |      |      | 3e   |      |      |      | 3e   |
| Championnats du monde   | 5e   |      | 1er  | 2e   | 1er  | 1er  | 1er  |      |
| Championnats d’Europe   |      | 2e   | 2e   |      |      | 1er  |      |      |
| Championnats de Hongrie |      |      | 1er  | 1er  | 1er  | 1er  | 1er  | 1er  |